# Razza padrona
Razza padrona - Storia della borghesia di stato è un saggio di attualità scritto da Eugenio Scalfari e Giuseppe Turani, pubblicato da Feltrinelli nel 1974. All'epoca Scalfari e Turani erano rispettivamente amministratore delegato e redattore de L'Espresso.

## Contenuti
Gli autori nell'introduzione dedicano il libro ad Eugenio Cefis, allora presidente della Montedison e protagonista di gran parte delle vicende narrate.
I fatti raccontati si svolgono in un arco di tempo ben preciso, cioè dal 1962, anno della nazionalizzazione dell'industria elettrica, alla primavera del 1974, con l'accordo tra Fiat e Montedison per i vertici della Confindustria (Giovanni Agnelli alla presidenza e Cefis vicepresidente). Nel mezzo, molte delle più importanti vicende dell'industria e della finanza italiane di quegli anni, in particolare la fusione Montecatini - Edison e la scalata dell'Eni alla Montedison, con il passaggio di Cefis dall'ente di stato al gruppo chimico privato (ma ormai entrato nell'orbita delle Partecipazioni statali).
Scalfari e Turani intervallano la narrazione dei fatti con considerazioni sul sistema industriale italiano; la loro tesi centrale è che l'indebolimento dell'imprenditoria privata, con la scomparsa delle vecchie holding elettriche e l'indebitamento sempre più elevato dei gruppi superstiti, ha portato ad una sempre maggior importanza dell'economia pubblica come erogatrice di finanziamenti e come salvatrice di aziende in difficoltà. Di conseguenza, ha assunto sempre più potere un ceto che gli autori hanno battezzato “borghesia di stato”, in grado di intervenire presso i politici al potere per ottenere benefici per le aziende da loro rappresentate.
Il caso della Montedison di Cefis è esplorato nei dettagli e gli autori non esitano a parlare di “saccheggio” perpetrato dalla società ai danni delle casse dello stato. Nella descrizione della filosofia che muoveva Cefis, per l'affermazione del capitalismo globalizzato, il testo riporta anche i contenuti dell'incontro svoltosi "a Frascati presso Roma in casa di uno dei predecessori di Cefis, l’ex presidente di Montedison Pietro Campilli, poco dopo la caduta del governo Rumor nel 1970, poco prima del tentato golpe Borghese. Come riferì lo stesso Campilli a Scalfari e Turani, a quella riunione «c’erano alti magistrati, qualche grande industriale, Cefis, Petrilli, Carli, alcuni consiglieri di Stato, un paio di “principi del foro”, tre o quattro direttori generali della pubblica amministrazione. Una ventina di persone in tutto». L’eco dei concetti esposti, scrivono i due giornalisti in Razza padrona «si ritrovò in seguito in alcuni testi importanti», come appunto il discorso di Cefis ai cadetti di Modena, tenuto il 23 febbraio 1972.
Il libro, infine, caldeggia «una convergenza di vertice» tra il PCI «e le grosse famiglie dell'imprenditoria privata italiana: gli Agnelli, gli Olivetti, i Pirelli» e una «riscossa da parte del mondo degli Agnelli per sconfiggere e ridimensionare il mondo dei Cefis e della borghesia di Stato». Tesi riprese e diffuse da Paolo Sylos Labini nel Saggio sulle classi sociali, pubblicato da Laterza nel 1975, dove verrà definitivamente sancita la formula della «alleanza dei ceti produttivi contro i ceti parassitari».

## Capitoli
- Parte prima – Il tramonto dei vecchi padroni

1. L'industria italiana dopo la nazionalizzazione elettrica
2. La borghesia di stato alla conquista della finanza italiana
3. Le partecipazioni statali da Mattei a Cefis
4. Un enigma: Guido Carli
- Parte seconda – Il colosso d'argilla

1. La Montecatini di Faina
2. La Edison di Valerio
3. Il complotto
4. La fusione
- Parte terza – La scalata

1. Il rastrellamento in borsa
2. Valerio alle corde
3. La banda Pisanò
4. Arriva Merzagora
5. L'incoronazione
- Parte quarta – La grande alleanza

1. Radiografia della Montedison
2. La nuova strategia
3. L'Opa Bastogi
4. I luogotenenti: Monti, Pesenti, Cazzaniga
5. Girotti si ribella
6. Rovelli al contrattacco
7. L'armistizio
- Parte quinta – Il saccheggio

1. In nome dell'efficienza
2. In nome del Mezzogiorno
3. I pascoli di borsa
- Parte sesta – La spartizione

1. Fanfani al timone
2. Lo scontro con Agnelli
3. La conquista della stampa
4. La soluzione finale

## Edizioni
- Eugenio Scalfari e Giuseppe Turani, Razza padrona – Storia della borghesia di Stato, Feltrinelli Editore, 1974,  p. 478.
- Eugenio Scalfari e Giuseppe Turani, Razza padrona – Storia della borghesia di Stato, Baldini Castoldi Dalai, 1998.